# Rosiclare (Illinois)
Rosiclare es una ciudad ubicada en el condado de Hardin en el estado estadounidense de Illinois. En el Censo de 2010 tenía una población de 1160 habitantes y una densidad poblacional de 211,36 personas por km².

## Geografía
Rosiclare se encuentra ubicada en las coordenadas 37°25′23″N 88°21′3″O / 37.42306, -88.35083. Según la Oficina del Censo de los Estados Unidos, Rosiclare tiene una superficie total de 5.49 km², de la cual 5.02 km² corresponden a tierra firme y (8.54%) 0.47 km² es agua.

## Demografía
Según el censo de 2010, había 1160 personas residiendo en Rosiclare. La densidad de población era de 211,36 hab./km². De los 1160 habitantes, Rosiclare estaba compuesto por el 96.38% blancos, el 0.52% eran afroamericanos, el 1.72% eran amerindios, el 0.69% eran asiáticos, el 0% eran isleños del Pacífico, el 0.26% eran de otras razas y el 0.43% pertenecían a dos o más razas. Del total de la población el 1.55% eran hispanos o latinos de cualquier raza.